# Фрейрина
Фрейрина (ісп. Freirina) — селище в Чилі. Адміністративний центр однойменної комуни. Населення селища - 3469 осіб (2002). Селище і комуна входить до складу провінції Уаско та регіону Атакама.
Територія — 3207,9 км². Чисельність населення - 7041 мешканців (2017). Щільність населення - 2,19 чол./км².ef>

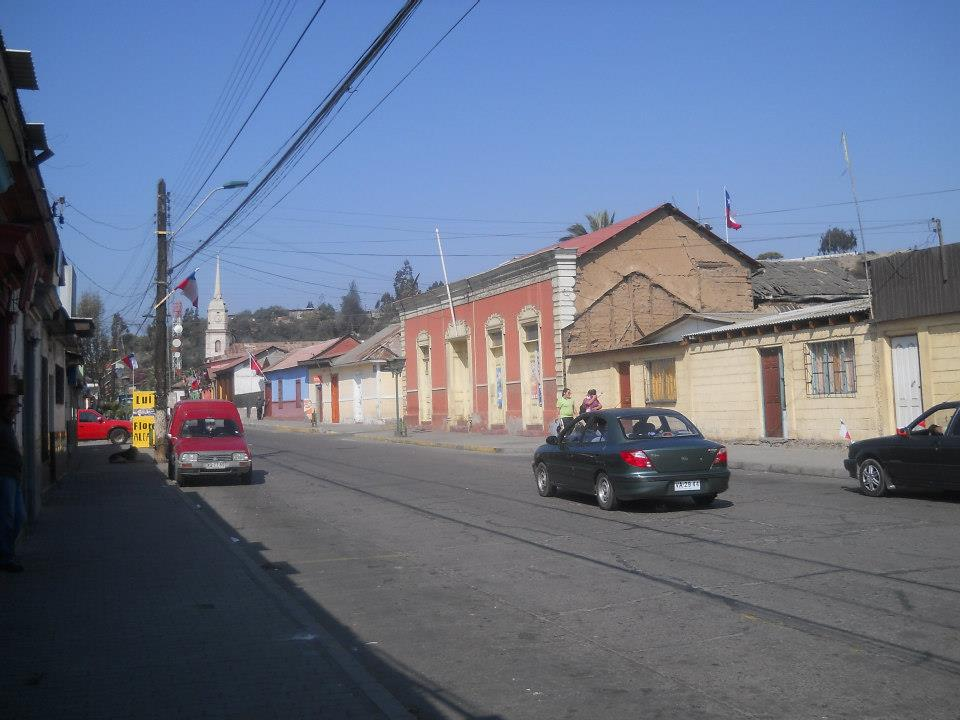
Вулиця Ріо-де-Жанейро

## Розташування
Селище розташоване в долині річки Уаско за 14 км від місця впадання річки в Тихий океан.
Комуна межує:
- на півночі - з комуною Уаско;
- на сході - з провінцією Вальєнар;
- на півдні - з комуною Ла-Ігуера.

Західна частина комуни — узбережжя Тихого океану.

## Пам'ятки
- Церква Санта-Роса-де-Ліма